# Южно-Курильский краеведческий музей
Южно-Курильский краеведческий музей — муниципальный краеведческий музей в Южно-Курильске, основанный 6 марта 1990 года распоряжением сахалинского облисполкома. Музей обладает коллекциями предметов старины, найденных во время археологических раскопок на островах Кунашир и Шикотан, и связанных с бытом айнов, а также фотографий и документальных материалов об освоении Курильских островов в советский и российский периоды. Кроме того, в музее хранятся художественные работы, представлены стенды и экспонаты, посвящённые природе Южных Курил. Отдельно учреждением ведётся летопись российско-японских взаимоотношений. Долгое время музей располагался в полуподвальных помещениях, но в 2016 году экспозиция переместилась в новое здание (помещения, где раньше размещалась Южно-Курильская библиотека), где находится по настоящее время.

## История
Идея создания музея принадлежит учителю истории, краеведу, автору нескольких книг по истории Южных Курил Фёдору Пыжьянову. Коллекцию для будущего музея он собирал во время археологических экспедиций на островах Малой Курильской гряды и Кунашире, в которых он участвовал вместе с членами историко-краеведческого общества «Фрегат» в 1970-1980 гг. Найденные предметы Фёдор Пыжьянов демонстрировал в школьных музеях.
Шестого марта 1990 года распоряжением Сахалинского облисполкома в Южно-Курильске был основан филиал Сахалинского государственного областного краеведческого музея, директором которого стал Фёдор Пыжьянов. Но открылся музей позже — 30 мая 1991 года(с тех пор музей ежегодно отмечает свой День рождения именно в этот день). Кроме археологических находок там были представлены документы о 113-й отдельной сахалинской стрелковой бригаде и переписка Фёдора Пыжьянова с Героем Советского Союза Алексеем Гнечко.
В 2016 году музей переехал в новое здание, тогда же его впервые посетил Губернатор Сахалинской области Олег Кожемяко. А в 2017 году музей получил грант Губернатора Сахалинской области в размере 1 миллиона рублей. Летом этого же года музею присвоили имя Фёдора Пыжьянова.

## Экспозиция
По состоянию на 2017 год, в музее насчитывается 7000 экспонатов: геологических макетов, географических и климатических карт, фотографий, образцов горных пород, стендов, гербарных образцов растений и чучел животных, керамических изделий, орудий труда древних жителей Южных Курил.
Залы музея: 
- наземной природы
- подводного мира
- русско-японской дружбы
- зал айнов
- зал первооткрывателей

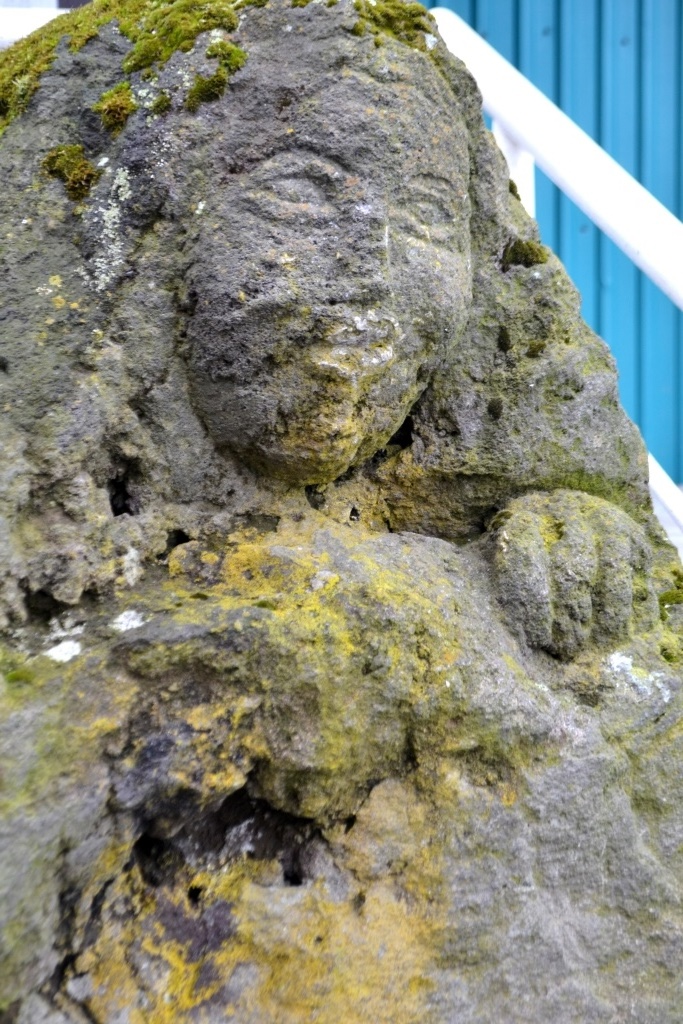
Кунаширский сфинкс перед входом в Южно-Курильский краеведческий музей

Ежегодно музей посещают около 3-4 тысяч человек, в том числе более тысячи граждан Японии, участников безвизовых поездок.
Экспозиция пополняется за счёт местных жителей, который приносят туда свои архивы и предметы, найденные во время строительных или сельскохозяйственных работ, а также за счёт специалистов-археологов. В своё время в формирование коллекции внесли лепту краеведы Игорь Самарин и Ольга Шубина, а также основатель советской школы майянистики Юрий Кнорозов, который посетил Кунашир с исследовательской целью.

## Достопримечательности
Одним из главных экспонатов музея является так называемый «Кунаширский сфинкс», найденный в 1990 году охотоведом Ю. Ларионовым. «Сфинкс» представляет собой полуторатонную базальтовую вулканическую бомбу, на которой было высечено изображение человеческого лица, отдалённо напоминающего египетского сфинкса. Возраст находки точно не определён, как неизвестно и то, представители какой культуры создали этот монумент. Сахалинский краевед Игорь Самарин не исключает китайское происхождение скульптуры, более того, он считает, что близкими аналогами «Кунаширского сфинкса» являются воины Терракотовой армии.

### Архив выставок
- «Каждый подвиг отмечен наградой» (2017 год). Фотографии жителей Южно-Курильского муниципального объединения, участвовавших в Великой Отечественной войне.
- Выставка поплавков из коллекции Дмитрия Сокова (2017 год).